# دریاچه بوستن
دریاچه بوستن (باغراش كۆلى‎) یک دریاچه در ولایت خودمختار بایینغولین مغول استان سین‌کیانگ کشور چین است.